# باتريس بوميل
باتريس امير بوميل (مواليد 24 أبريل 1978) (بالفرنسية: Patrice Amir Beaumelle) مدرب كرة قدم فرنسي ولاعب سابق. عمل مع المدرب هيرفي رينارد مساعدا له خلال معظم مسيرته. بعدها درب منتخب ساحل العاج بكأس امم افريقيا 2021 ثم ذهب لتدريب عميد الاندية الجزائرية مولودية الجزائر.

## مسيرته
في عام 2010، كان مساعداً لرينارد في المنتخب الأنغولي. وفي عام 2011 كان أيضًا مساعداً لرينارد في اتحاد الجزائر.
كان بوميل أيضًا مساعدا لرينارد في المنتخب الزامبي منذ 2011. وبعد أن ترك رينارد منصبه في عام 2013 لتولي تدريب نادي سوشو الفرنسي، تم تعيين بوميل خلفًا له. بعد تعيين هيرفي رينارد مدربا لمنتخب ساحل العاج في 31 يوليو 2014، سلم بوميل استقالته إلى اتحاد كرة القدم في زامبيا، وانضم إلى ساحل العاج مساعدا لرينار.

## روابط خارجية
- باتريس بوميل على موقع قاعدة بيانات كرة القدم.إي يو (الإنجليزية)
- باتريس بوميل على موقع Soccerway.com (الإنجليزية)
- باتريس بوميل على موقع عالم كرة القدم.نت (الإنجليزية)